# وییا بایستر
وییا بایستر (به اسپانیایی: Villa Ballester) شهری در کشور آرژانتین، ایالت بوئنوس آیرس است که در سال ۲۰۰۹ میلادی، حدود ۳۵٬۳۰۱ نفر جمعیت داشته است.